# Simionești (okręg Bistrița-Năsăud)
Simionești – wieś w Rumunii, w okręgu Bistrița-Năsăud, w gminie Budacu de Jos. W 2011 roku liczyła 227 mieszkańców.